# Davide Campari-Milano
Die Davide Campari-Milano S.p.A. ist ein italienischer Getränkehersteller mit Sitz in Mailand.
Die Gruppo Campari, zu der mehrere Tochterunternehmen gehören, vertreibt weltweit Spirituosen, Weine und nichtalkoholische Getränke. Das Unternehmen ist an der Borsa Italiana im Aktienindex FTSE MIB gelistet.

## Unternehmensgeschichte

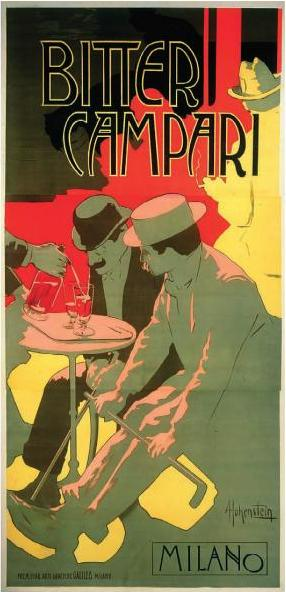
Campari-Werbeplakat von 1901

Gaspare Campari, der Entwickler des Originalrezepts für den Kräuterlikör und Aperitif Campari, gründete das Unternehmen 1860 in Mailand.
Es ist benannt nach Davide Campari, dem Sohn des Gründers.
1995 übernahm Campari den italienischen Geschäftsbereich der niederländischen Getränkegruppe Lucas Bols. Damit erwarb die Gesellschaft Marken wie Crodino, Cynar, Lemonsoda, Oransoda, Biancosarti und Crodo.
2012 erstand Campari für 350 Millionen Euro die Aktienmehrheit an der jamaikanischen Unternehmensgruppe Lascelles deMercado und damit die Rummarken Appleton, Wray & Nephew und Coruba; die Transaktion war die bis dato drittgrößte Firmenübernahme in der Geschichte von Campari.
2014 kaufte Campari für 103,75 Millionen Euro den italienischen Spirituosenhersteller Fratelli Averna (auch Gruppo Averna; Marken Averna, Braulio, Grappa Frattina). Im Jahr 2016 erwarb die Campari-Gruppe für 684 Millionen Euro (8,05 Euro pro Aktie in bar) die Kontrolle über die Société des Produits Marnier-Lapostolle (SPML), Inhaberin der Likörmarke Grand Marnier, die 2015 einen Umsatz von 152 Millionen Euro erzielte. Das miterworbene chilenische Weingeschäft wurde Anfang 2017 verkauft. Bereits 2016 war das italienische Weingeschäft veräußert worden.
Im Oktober 2017 teilte Campari mit, dass es seine Softdrinksparte für 80 Millionen Euro an Royal Unibrew verkauft. Im Dezember des gleichen Jahres gab Campari die Übernahme von Bisquit Cognac von Distell für 52,5 Millionen Euro bekannt. 2024 folgte mit der Übernahme von Courvoisier eine weitere Cognac-Marke.

## Produkte

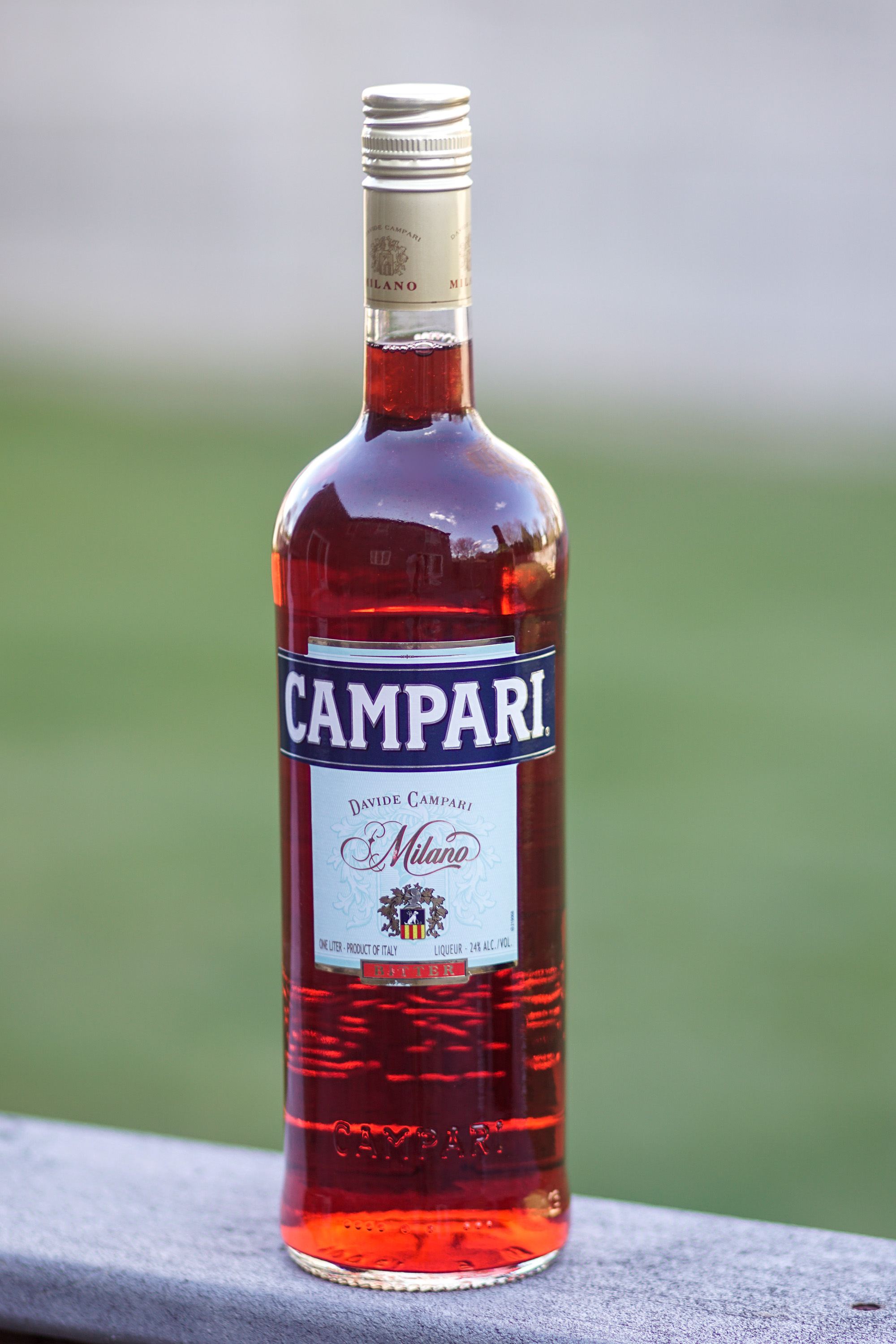
Campari Bitter

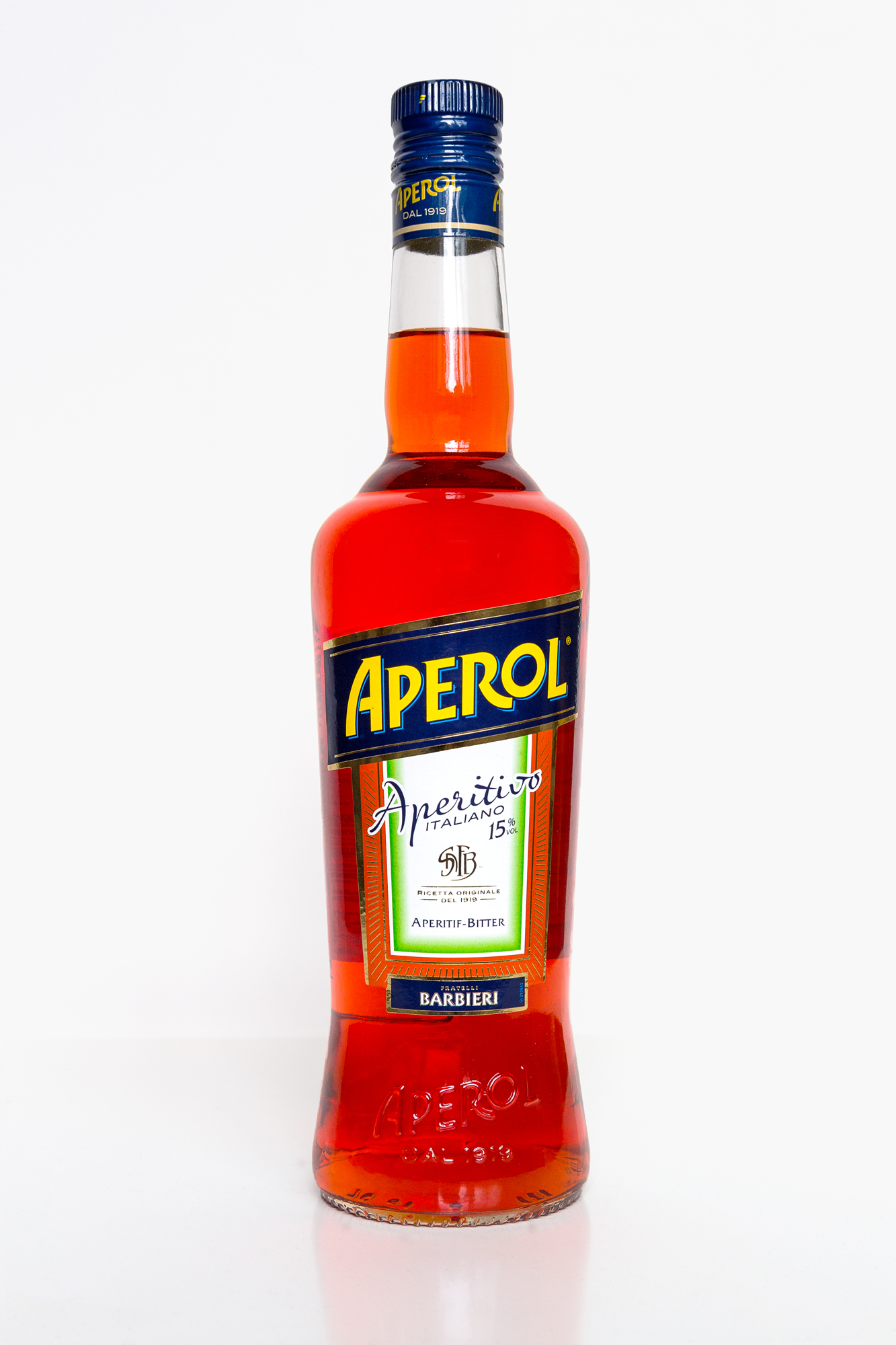
Aperol

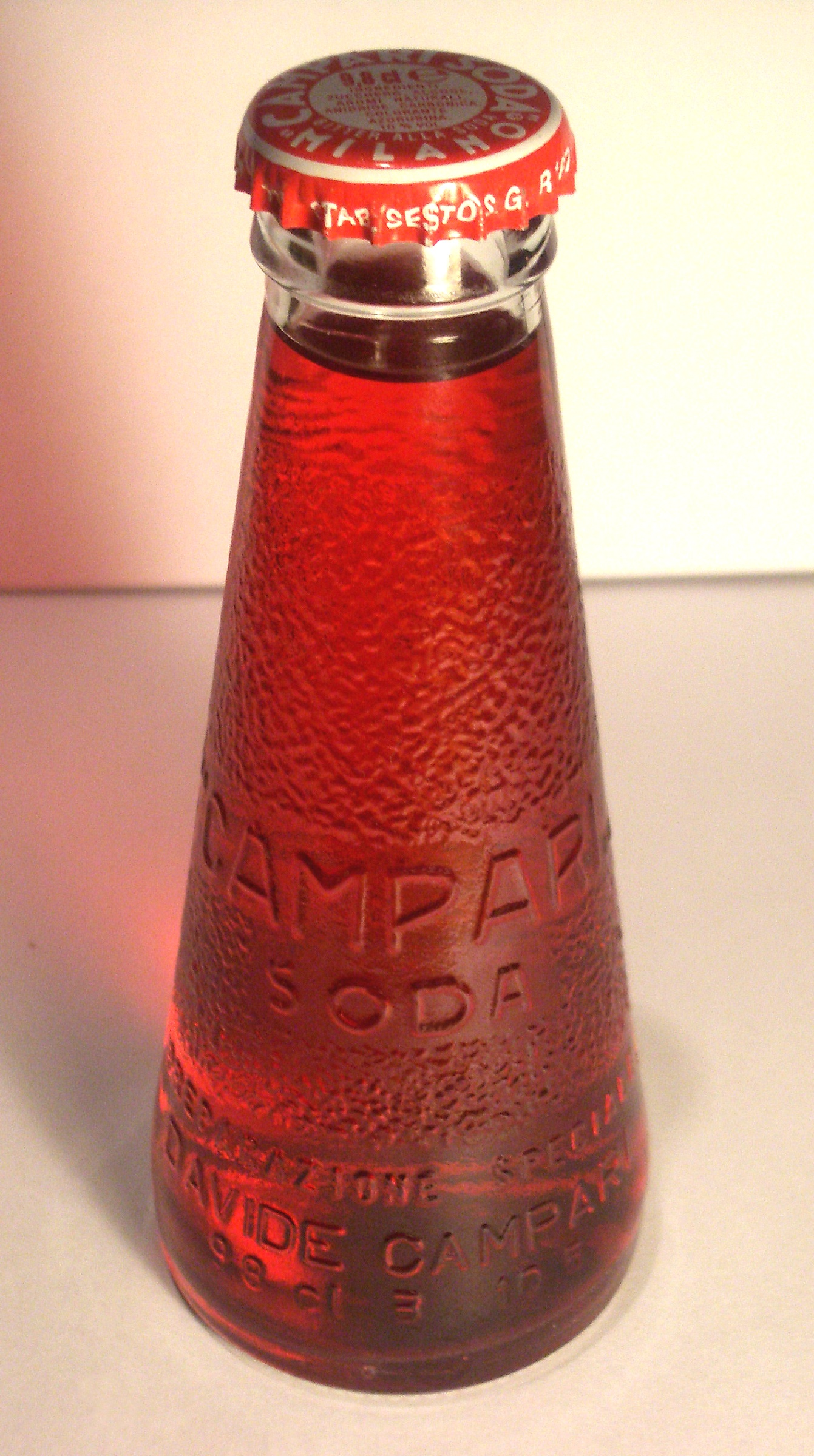
Campari Soda

Seit 1995 hat Campari mehr als 40 Unternehmen hinzugekauft. Die Campari-Gruppe stellt folgende Produkte her:
Aperitif:
- Aperol
- Aperol Soda
- Biancosarti
- Campari
- Camparisoda
- Cinzano
- Crodino
- Mondoro Vermouth

Champagner: 
- Lallier[13]

Gin:
- Bankes London Dry Gin

Cognac
- Bisquit
- Courvoisier

Liköre:
- American Honey
- Averna
- Braulio
- Carolans
- Cynar
- Dreher
- Frangelico
- Grand Marnier (seit 2016)
- Irish Mist
- Ouzo 12
- Zedda Piras

Rum:
- Appleton
- Coruba
- Sangsters
- Wray & Nephew

Sekt:
- Cinzano
- Mondoro
- Riccadonna

Tequila:
- Cabo Wabo
- Espolon

Wein:
- Liebfraumilch
- Magnum Tonic
- Red Label
- Sella&Mosca
- Teruzzi&Puthod

Whisky:
- Drury’s
- Forty Creek
- Glen Grant
- Old Eight
- Old Smuggler
- Russell’s Reserve
- Wild Turkey

Wodka:
- Jean-Marc XO Vodka
- Skyy Vodka

Darüber hinaus vertreiben Unternehmen der Campari-Gruppe auch verschiedene Marken fremder Hersteller. So verkauft die Gruppe in Italien den Kräuterlikör Jägermeister, und die Campari Deutschland GmbH hat Hendrick’s Gin im Sortiment.

## Anteilseigner
(Stand: Februar 2025)
- Lagfin S.C.A. (Familie Campari): 82,6 %
- Eigene Aktien: 1,7 %
- Streubesitz: 15,7 %